# Veneraprogrammet
Venera (ryska: Венера, som betyder Venus) var namnet på en serie rymdsonder utvecklade av Sovjetunionen avsedda att utforska och samla data från planeten Venus. Som var vanligt bland Sovjets andra interplanetära uppdrag skickades en del versioner av sonderna parvis, med någon veckas intervall.
Bland annat var Venera-sonderna de första människoskapade objekt att tränga in i atmosfären på en annan planet, göra en mjuklandning på en annan planet och skicka tillbaka bilder från en annan planets yta. Sonderna gjorde också högupplösta radarkartläggningar av Venus yta. Programmet i sin helhet var extremt framgångsrikt. Även om Venus ligger närmare jorden än Mars, så är dess förhållanden på ytan så extrema att landarna inte fungerade längre än knappt två timmar.

## Översikt

### Venera 3 till 6
Dessa sonder var väldigt lika. De vägde runt ett ton och sköts upp med Molnija-raketer. 
De bestod av två delar: en kryssningsdel som tog farkosten till omloppsbana runt Venus samt en sfärisk del som var gjord för att klara inträdet i atmosfären. Farkosten gick ner i sin helhet, men kryssningsdelen brann upp snabbt medan nedträdesdelen klarade sig en längre stund och kunde skicka tillbaka mätdata till jorden.
Dessa sonder var optimerade för att göra mätningar av atmosfären och var inte utrustade för att kunna landa, även om man hoppades att de skulle nå ända ner till ytan innan de slutade fungera. Dessa sonder skickade sin data direkt till jorden.

### Venera 7
Venera 7 var den första sonden avsedd att göra en mjuklandning. Vetenskapliga data från denna sond var begränsade på grund av ett hårdvarufel, men forskarna lyckades få information om tryck och temperatur av de första mätningarna någonsin från ytan av en annan planet. Dopplermätningar gjorda av Venera 4, 5, 6 och 7 gav de första bevisen för existensen av vindar på över 100 m/s i Venus atmosfär.

### Venera 8
Venera 8 var utrustad med fler vetenskapliga instrument avsedda att studera Venus yta.

### Venera 9 till 14
Dessa sonder var av en annorlunda design. De vägde ungefär fem ton och sköts upp av den mer kraftfulla Proton-raketen. De bestod av två delar: en kryssningsdel som tog farkosten in i omloppsbana (precis som de tidigare sonderna i programmet), samt en del som släpptes ner i atmosfären och landade. Skillnaden var att från och med Venera 9 så stannade kryssningsdelen kvar och fortsatte kretsa i omloppsbana, för att vidarebefordra data från nedträdessonden till jorden. Sonderna var optimerade för att verka på Venus yta och bland annat fanns en sfärisk komponent som fungerade som skydd mot det höga atmosfärsstrycket och den höga temperaturen för elektroniken, så att farkosten skulle överleva så länge som möjligt. Nedanför denna komponent fanns en stötdämpande ring för landningen. Ovanför sfärdelen var en cylinderformad antenn med en stor tallrik som såg ut som en antenn men användes som luftbroms. Sonderna var avsedda att fungera i minst 30 minuter och instrument på sonderna varierade mellan uppdragen.

### Venera 15, Venera 16
På dessa sonder ersattes de tidigare landarna med instrument för att göra mätningar av ytan från omloppsbana. Bland annat gjordes kartläggning av ytan med hjälp av radar.

## Framgångar och misslyckanden med kamerorna på Venera-sonderna
Venera 9 och 10 hade två kameror vardera. Linsskyddet på en av kamerorna avlägsnades inte som det skulle, så bara en kamera vardera fungerade på dessa landare. Designen ändrades till Venera 11 och 12, men det gjorde saken ännu värre och resulterade istället i att ingen kamera fungerade. Venera 13 och 14 var de enda sonder vars kameror fungerade precis som de skulle.
Bland externa länkar finns möjlighet att se alla bilder tagna under Venera-programmet.

## Data över alla Venera-uppdrag
- Venera 1 - Förbifärd, sköts upp 12 februari 1961. Kommunikationen upphörde på vägen till Venus
- Venera 2 - Förbifärd, sköts upp 12 november 1965. Kommunikationen upphörde precis innan den anlände till Venus.
- Venera 3 - Atmosfärssond, sköts upp 16 november 1965. Kommunikationen upphörde precis innan den skulle gå ner i atmosfären. Den var den första rymdsond att landa (krascha) på en annan planet i mars 1966.
- Venera 4 - Atmosfärssond, sköts upp 12 juni 1967. Anlände 18 oktober 1967 och var den första rymdsond någonsin att skicka tillbaka data från en annan planets atmosfär.
- Venera 5 - Atmosfärssond, sköts upp 5 januari 1969. Anlände 16 maj 1969 och returnerade information om atmosfären innan den blev krossad av trycket inom 26 km från ytan.
- Venera 6 - Atmosfärssond, sköts upp 10 januari 1969. Anlände 17 maj 1969 och returnerade information om atmosfären innan den krossades av atmosfärstrycket inom 11 km från ytan.
- Venera 7 - Landare, sköts upp 17 augusti 1970. Anlände 15 december 1970 och var den första framgångsrika mjuklandningen någonsin på en annan planet. Den skickade data till jorden under 23 minuter innan den slutade fungera.
- Venera 8 - Landare, sköts upp 27 mars 1972. Anlände 22 juli 1972 och fungerade i 50 minuter på ytan.
- Venera 9 - Kretsare och landare, sköts upp 8 juni 1975. Anlände 22 oktober 1975. Skickade de första bilderna från ytan av en annan planet tillbaka till jorden. Fungerade i 53 minuter.
- Venera 10 - Kretsare och landare, sköts upp 14 juni 1975. Anlände 25 oktober 1975. Landaren fungerade i 65 minuter.
- Venera 11 - Förbifärd och landare, sköts upp 9 september 1978. Anlände 25 december 1978. Fungerade i minst 95 minuter, vilket var tiden innan kretsaren hade passerat utom räckhåll.
- Venera 12 - Förbifärd och landare, sköts upp 14 september 1978. Anlände 21 december 1978. Landaren fungerade i 110 minuter och noterade något som tolkats som åska.
- Venera 13 - Förbifärd och landare, sköts upp 30 oktober 1981. Anlände 1 mars 1982. Returnerade de första färgbilderna från Venus yta samt fann leucitbasalt i ett markprov som analyserades med hjälp av en spektrometer.
- Venera 14 - Förbifärd och landare, sköts upp 14 november 1981. Anlände 5 mars 1982 och fann tholeiitisk basalt i ett markprov.
- Venera 15 - Kretsare, sköts upp 2 juni 1983. Anlände 10 oktober 1983 och kartlade tillsammans med Venera 16 norra hemisfären med en upplösning på 1-2 km.
- Venera 16 - Kretsare - sköts upp 7 juni 1983. Anlände 14 oktober 1983 och kartlade tillsammans med Venera 15 norra hemisfären med en upplösning på 1-2 km.